# 北天神

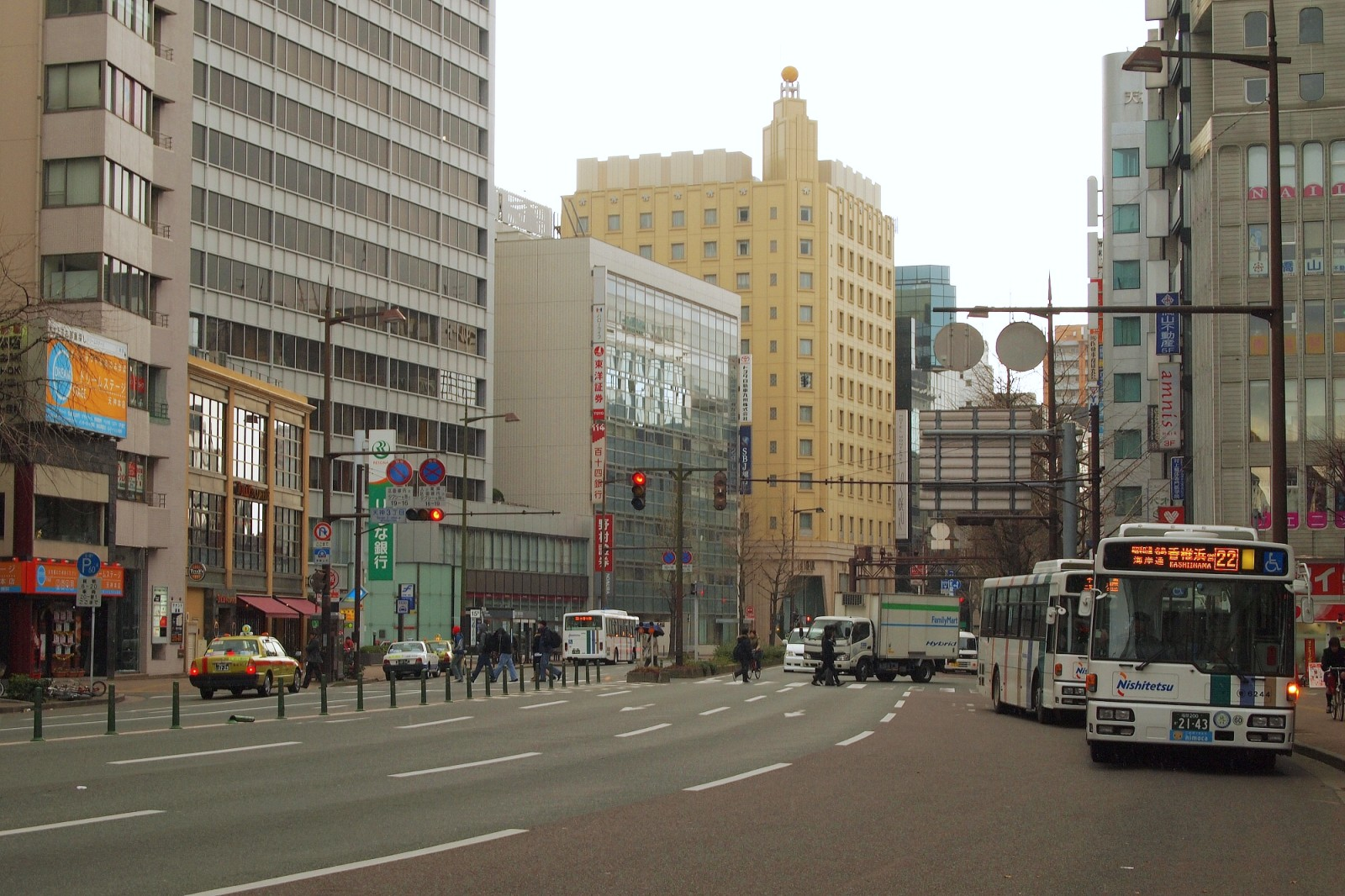
昭和通りと「天神三丁目」バス停

北天神（きたてんじん）、または天神北（てんじんきた）とは、福岡市中央区天神の北部周辺を指す地域名である。おおむね昭和通りを挟んで北側の地域を指す。

## 概要
中心となるのは昭和通りの北を、渡辺通りの西で南北に貫く親不孝通り。予備校が多数近隣に存在したことから、若者の集まる繁華街として賑わっていた。また外国人向けの店もあり、単に遊びたい者だけではなく、語学を学びたい学生も多かった。しかし、西鉄福岡（天神）駅の南進やソラリアプラザ、福岡三越といった大規模商業施設が天神の南側に誕生すると、天神の中心軸は大名や今泉へと南下。親不孝通り周辺では賑わいが徐々に失われると共に、店舗の対象年齢層も20代後半から若年齢化していった。
北天神エリアにとって一つの転機となったのが、2000年3月に天神5丁目にオープンした「まんだらけ 福岡本店」である。サブカルチャー向けの店舗としては1996年開店の「アニメイト福岡天神」があったが、敷地面積1,483平方メートル・地上5階建てという大規模店舗の誕生は、その周囲にサブカルチャーを扱う店舗（イエロー・サブマリン、とらのあな、メロンブックス等）の出店ラッシュを招き、さらにジーストアがキャナルシティ博多より移転、ボークスも大名からショッパーズ福岡に移転するなど既存店舗の移転も相次いだ。またミニカーやトレーディングカードゲーム等、特定の商品を専門的に扱う小規模の古物商が店を構えた。加えて、2005年頃から、九州初のメイド喫茶をはじめとするオタク向け飲食店がこの地域に多数出店。2015年には、サナトリウムをモチーフにした、看護婦のコスプレをした従業員のいる画廊「不思議博物館分室サナトリウム」ができ、2018年には出版社の書肆侃侃房が運営する海外文学や詩歌書を揃えた書店「本のあるところ ajiro」がオープンした。また、メディアカフェポパイ、サイバックといった漫画喫茶が出店している。
北天神エリアには、上記の他にジャニーズショップがあると共に、NEW MGC福岡店 や中田商店の提携店であるスワット の存在があった。また天神四丁目にある都久志会館では、アニメーションの上映会やイベント等が度々行なわれた。また全労済モルティ天神ビルにはレンタルイベントホールがあり、休日にはコスプレイベントが度々開催されている。また、コスプレダンスパーティー会場として利用できる店舗も多数存在する。
ライブハウスが多く、福岡のローカルアイドルの公演も多く開催されている。また現在はローカルアイドルが勤務する飲食店も出店した。加えて松隈ケンタが代表取締役を務めるSCRAMBLESの福岡オフィスが2019年11月、親不孝通り
に設立された。
これらの存在により、北天神は東京の秋葉原や、大阪の日本橋（でんでんタウン）、名古屋の大須などのような、いわゆる「オタク街」を形成しつつある。北天神が秋葉原などと異なる点として、家電量販店・パソコンショップが存在しない ことが挙げられる。「オタク街」の中でも特にミニチュアゲームやボードゲーム、「萌えビジネス」に特化したエリアであると言える。
2011年に入りアニメイトが天神ビブレ内に、まんだらけが大名にそれぞれ移転。ショッパーズ福岡専門店街の閉店によりボークスその他の小店舗も移転。さらに、2016年に入りメロンブックスがベスト電器福岡本店9階に移転、らしんばんやカードラボも同施設の8階に出店し、天神地区のオタク街は北天神から南下しつつある。
2020年にはTV番組ドゲンジャーズのロケ地として、親不孝通りや須崎公園、長浜公園などが使われた。

## 主な通り
- 昭和通り
- 那の津通り
- 渡辺通り
- 渡辺北通り
- 親不孝通り
- あめ買い寺通り
- 安国寺北通り
- 材木町通り
- 天神横丁
- 鍛治町通り
- 郵便局通り
- 川風通り
- 弁天橋通り
- 須崎公園通り

## 交通アクセス
- 西鉄福岡（天神）駅
- 地下鉄空港線天神駅
- 西鉄天神高速バスターミナル

## 主な企業・施設
- 日本銀行福岡支店
- 福岡中央郵便局
- 福岡県立美術館（大濠公園近くに移転予定）
- 福岡税務署
- 福岡法務局
- 福岡高等検察庁
- 福岡市消防局
- 福岡競艇場
- ショッパーズ福岡
- ミーナ天神
- フタタ本社
- システムソフト本社
- 九州朝日放送
- 都久志会館
- 全労済モルティ天神ビル
- 九州英数学舘
- 竹中工務店九州支店
- 株式会社シティ情報ふくおか
- 須崎公園
- 長浜公園
- 舞鶴交番
- 浜の町公園
- 安国寺
- ザ・ブードゥーラウンジ（鹿子裕文氏の小説「ブードゥーラウンジ」の舞台）

## 参考資料
- “アキバ化する!?天神北エリア 萌えビジネスが根付くワケ”. 天神経済新聞. (2006年7月18日) 2013年10月7日閲覧。